# NGC 4436
NGC 4436 é uma galáxia lenticular (S0) localizada na direcção da constelação de Virgo. Possui uma declinação de +12° 18' 57" e uma ascensão recta de 12 horas, 27 minutos e 41,3 segundos.
A galáxia NGC 4436 foi descoberta em 17 de Abril de 1784 por William Herschel.